# Station Panmure
Panmure is een spoorwegstation in de Nieuw-Zeelandse stad Auckland. 
Het station is geopend in 1930. Het station wordt bediend door de Oostelijke Lijn. In 1999 werd bepaald dat er een nieuw station moest komen. De bouw hiervan liet echter lang op zich wachten. In 2007 werd er een nieuw station geopend dat iets dichterbij het gelijknamige stadsdeel lag. In 2014 werd het treinstation verbouwd en voorzien van een busstation.
Sinds augustus 2014 is het spoor er geëlektrificeerd. In 2023 was het station geruime tijd gesloten wegens verbouwingen aan het spoor. Dit was in voorbereiding op de opening van de City Rail Link, een spoortunnel onder het centrum van Auckland.

## Bediening
De volgende trein stopt op station Panmure:
| Serie           | Treinsoort                           | Route                                   | Bijzonderheden                                                                                            |
| --------------- | ------------------------------------ | --------------------------------------- | --- |
| Oostelijke Lijn | Voorstadspoorweg (Auckland One Rail) | Waitematā – Panmure – Ōtāhuhu – Manukau | Rijdt iedere twintig minuten. Rijdt in de spits iedere tien minuten. Rijdt 's avonds eens in het halfuur. |